# P. T. 우샤
필라불라칸디 테케파람빌 우샤(영어: Pilavullakandi Thekkeparambil Usha, 1964년 6월 27일 ~ )는 인도의 전직 육상 선수이다. 1979년부터 인도의 육상 선수들과 인연을 맺어 왔으며 "인도의 육상 여왕"이라는 별칭으로 부르기도 한다.

## 경력
P. T. 우샤는 1976년에 열린 스포츠상 시상식에서 육상 코치인 O. M. 남비아르(O. M. Nambiar)에 의해 처음 주목을 받았다. 남비아르는 2000년에 있었던 레디프닷컴(Rediff.com)과의 인터뷰에서 "P. T. 우샤의 날씬한 몸매와 빠른 걸음걸이가 인상깊었다. 나는 P. T. 우샤가 매우 훌륭한 단거리달리기 선수가 될 수 있다는 것을 알았다."라고 밝혔는데 남비아르는 1976년부터 P. T. 우샤의 코치로 활동했다.
P. T. 우샤는 1978년에 콜람에서 열린 인도 주간 주니어 육상 선수권 대회에서 6개의 메달을 획득했는데 100m, 200m, 60m 허들, 높이뛰기에서 4개의 금메달을, 멀리뛰기에서 은메달을, 400m 릴레이에서 동메달을 획득했다. 같은 해에 열린 케랄라 주립 대학교 대회에서는 14개의 메달을 획득했다. P. T. 우샤는 1979년에 열린 전국 육상 선수권 대회와 1980년에 열린 인도 주간 육상 선수권 대회에서 많은 메달을 획득했다. 소련 모스크바에서 열린 1980년 하계 올림픽에도 참가했으나 100m, 200m 예선에서 탈락했다.
P. T. 우샤는 1981년 방갈로르에서 열린 주간 시니어 육상 선수권 대회에 참가하여 인도 신기록을 수립했는데 100m에서는 11.8초, 200m에서는 24.6초를 기록했다. 인도 뉴델리에서 열린 1982년 아시안 게임에서는 100m에서 11.95초를 기록하면서 은메달을 획득했고 200m에서 25.32초를 기록하면서 은메달을 획득했다. 1983년에 잠셰드푸르에서 열린 인도 전국 육상 선수권 대회에서는 200m에서 23.9초를 기록하여 인도 신기록을 갱신했고 400m에서는 53.6초를 기록하면서 인도 신기록을 수립했다. 쿠웨이트 쿠웨이트시티에서 열린 1983년 아시아 육상 선수권 대회에서는 400m 금메달을 획득했다.
P. T. 우샤는 1984년에 열린 뉴델리 인도 주간 육상 선수권 대회, 뭄바이 인도 전국 육상 선수권 대회에서 일련의 좋은 성적을 기록했다. 특히 델리에서 열린 인도 육상 국가대표 선발전에서는 1982년 뉴델리 아시안게임 육상 400m 금메달리스트인 M. D. 발삼마(M. D. Valsamma)를 누르고 올림픽 출전 자격을 획득했다. 미국 로스앤젤레스에서 열린 1984년 하계 올림픽 육상 400m에서는 예선에서 56.81초를 기록했고 준결승전에서 55.94초를 기록하여 영국 연방 육상 신기록을 세웠다. 결선에서는 55.42초로 4위를 기록하여 0.01초 차이로 동메달을 놓쳤다. P. T. 우샤의 경쟁자 가운데 한 사람의 증언에 따르면 "P. T. 우샤는 다시 출발할 때 조금 더 느리게 출발했기 때문에 리듬을 깨뜨렸다."고 한다.
P. T. 우샤는 1985년 인도네시아 자카르타에서 열린 아시아 육상 선수권 대회에서 금메달 5개, 동메달 1개 등 총 6개의 메달을 획득했다. 100m에서는 11.64초, 200m에서는 23.05초, 400m에서는 52.62초를 기록했고 400m 허들에서는 아시아 신기록인 56.64초를 기록하면서 금메달을 획득했다. 특히 마지막 2차례의 허들 경기는 35분 동안 계속되었다. P. T. 우샤의 5번째 금메달은 1600m 릴레이에서, 마지막 동메달은 400m 릴레이에서 나왔다. P. T.  우샤는 이 과정에서 대회 역사상 단일 종목에서 대부분의 금메달을 획득하는 기록을 세웠다. P. T. 우샤는 초반 2차례의 우승 과정에서 타이완의 지정 선수가 보유하고 있던 아시아 기록과 동률을 이루었다.
P. T. 우샤는 오스트레일리아 캔버라에서 열린 1985년 IAAF 육상 월드컵에 참가하여 400m에서 개인 최고 기록을 세웠는데 51.61초를 기록하면서 7위에 그쳤다. 대한민국 서울에서 열린 1986년 아시안 게임에서는 금메달 4개, 은메달 1개를 획득하면서 자카르타 대회에서의 성적을 거의 재현했다. 100m에서는 11.67초를 기록하면서 필리핀의 리디아 데 베가 선수에 이어 은메달을 획득했다. 200m에서는 23.44초, 400m에서는 52.16초, 1600m 릴레이에서는 3분 34초 58의 신기록을 수립했다. 영국의 육상 코치인 짐 앨퍼드는 "P. T. 우샤는 1등급 선수, 뛰어난 경쟁자, 그리고 볼 만한 훌륭한 육상 선수이다. P. T. 우샤는 모든 가능성을 가지고 있다. 세심한 지도를 받으면 그녀는 세계 정상급이 될 수 있다."라고 평가했다. P. T. 우샤는 단일 선수로는 단일 국제 대회에서 많은 메달을 획득한 선수이기도 하다.
P. T. 우샤는 1990년 베이징 아시안 게임에서 400m, 400m 릴레이, 1600m 릴레이에서 은메달을 획득했고 1994년 히로시마 아시안 게임에서는 1600m 릴레이 은메달을 획득했다. P. T. 우샤는 1991년에 인도 중앙산업보안군 소속 검사관을 역임했던  V. 스리니바산(V. Srinivasan)과 결혼하여 아들을 낳았다. P. T. 우샤는 1998년에 현역 은퇴한 이후에 인도 각지의 학교에서 국가 수준의 인재를 시험하는 단체인 인디안 탤런트(Indian Talent)의 위원장을 역임했다.